# مارسل بیفس
مارسل بیفس (انگلیسی: Marcel Beifus؛ زادهٔ ۲۷ اکتبر ۲۰۰۲) بازیکن فوتبال است.
وی همچنین در تیم‌های ملی فوتبال جوانان آلمان و جوانان آلمان بازی کرده‌است.